# Krunisanje Popeje
Krunisanje Popeje (итал. L'incoronazione di Poppea, SV 308) je opera italijanskog kompozitora Klaudija Monteverdija. Napisao ju je pred kraj života sa libretom Đovana Frančeska Buzeneloa a prvi put je izvedena u Pozorištu Svetih Petra i Pavla u Veneciji, tokom karnevalske sezone 1643. godine. Jedna je od prvih opera koje koriste elemente i likove iz istorije, opisivajući Popeju, ljubavnicu cara Nerona, i njenom nastajanju da postane krunisana carica. Posle izvođenja 1651. godine, opera je zaboravljena i tek kajem XIX veka je ponovo vraćena na scenu. Od sredine XX veka, opera je izvođena mnogo puta i adaptirana u nekoliko filmova. 
Originalni zapisi opere Krunisanje Popeje nisu sačuvani. Preživele su dve kopije iz 1650-ih godina koje sadrže značajne međusobne razlike i svaka se u određenoj meri razlikuje od libreta. Zbog toga se često dovodi u pitanje autentičnost Monteverdijeve muzike, odnosno u kojoj meri su drugi kompozitori uticali na delo koje je poznato današnjici. Nijedna od postojećih verzija libreta, štampanog ili pisanog ne može se bezrezervno povezati u celosti sa operom izvedenom u pozorištu Svetog Jovana i Pavla, čiji tačan datum premijere nije poznat. Postoje oskudni detalju o prvobitnoj glumačkoj i muzičkoj postavi i zato su tema spekulacija. Takođe nedostaju podaci o kritici i prihvaćenosti od strane publike. Uprkos svim nedostacima, Krunisanje Popeje je opšteprihvaćeno delo operskog kanona Klaudija Monteverdija koje je napisano kao njegov poslednji veliki komad i jedno od najznačajnijih dela.
U odmaku od tradicionalnog literalnog prikazivana morala, u Buzenelovom uvodu svi likovi su moralno ugroženi. Iako je komad nastao u vremenu kada je opera kao pravac bila na početku razvoja, muzika za Krunisanje Popeje hvaljena je svojom originalnošću, melodijom i načinom prikazivanja ljudskih osobina likova. Ova opera pomogla je u redefinisanju granica pozorišne muzike i postavljanju Monteverdija kao vodećeg dramskog muzičara svog vremena.

## Istorijska pozadina
Opera kao dramski žanr nastala je na prelasku u XVII vek, iako sam termin nije ušao u upotrebu pre 1650. godine. Preteče opere bile su pastoralne predstave sa pesmama i horovima i madrigalne komedije. U to vreme, Monteverdi je bio poznat kao vodeći kompozitor madrigale pre nego što je napisao svoje prve opere u vremenu koje je proveo radeći kod Vinčenca I Gonzage. Njegova dela Orfej i Arijana bave se grčkim mitovima i njihovim likovima.
Godine 1612. dolazi do neslaganja između Monteverdija i Vinčetovog naslednika Frančeska IV Gonzaga. Monteverdi se seli u Veneciju gde preuzima dužnost muzičkog direktora u Bazilici Svetog Marka, gde ostaje do svoje smrti 1643. godine.
Pored službene dužnosti u Veneciji, Monteverdi je nastavio da pokazuje interesovanje za pozorišnu muziku producirajući nekoliko dela, uključujući i zapaženo delo Il combattimento di Tancredi e Clorinda (Borba Tankreda i Klorinde) koje se prikazivalo tokom karnevalske sezone 1624-25. godine. Kada se 1637. godine u Veneciji otvorila prva operska kuća na svetu, Monteverdi se vratio svome radu na operama. Na njegov rad je najviše uticao Đakomo Badoaro, aristokratski pesnik i intelektualac koji je svoj libreto za „Il ritorno d'Ulisse in patria (Povratak Odiseja u domovinu) poslao starijem kolegi. Za karnevalsku sezonu 1634-40. godine, Montevardi je ponovo izveo Arijanu u pozorištu Sen Moise a kasnije i u pozorištu San Kazino. Za narednu sezonu pripremio je Le nozze d'Enea in Lavinia koju je premijerno prikazao u novootvorenom operskom Pozorištu Svetih Petra i Pavla.
Pored službene dužnosti u Veneciji, Monteverdi je nastavio da pokazuje interesovanje za pozorišnu muziku producirajući nekoliko dela, uključujući i zapaženo delo Il combattimento di Tancredi e Clorinda (Borba Tankreda i Klorinde) koje se prikazivalo tokom karnevalske sezone 1624-25. godine. Kada se 1637. godine u Veneciji otvorila prva operska kuća na svetu, Monteverdi se vratio svome radu na operama. Na njegov rad je najviše uticao Đakomo Badoaro, aristokratski pesnik i intelektualac koji je svoj libreto za „Il ritorno d'Ulisse in patria”' (Povratak Odiseja u domovinu) poslao starijem kolegi. Za karnevalsku sezonu 1634-40. godine, Montevardi je ponovo izveo Arijanu u pozorištu Sen Moise a kasnije i u pozorištu San Kazino. Za narednu sezonu pripremio je Le nozze d'Enea in Lavinia koju je premijerno prikazao u novootvorenom operskom Pozorištu Svetih Petra i Pavla.
Pored Badoara, na Montevardija je uticaj imao još jedan bogati pesnik – Đovano Frančesko Busenelo. Ovaj trio intelektualaca imao je značajan uticaj na politički i kulturni život Venecije, a bili su posebno aktivni u promovisanju muzičkih pozorišta.

## Nasanak dela

### Libreto
Đovano Frančesko Buzenelo je kao glavni izvor pisanja koristio Tacitijeve Anale i to knjigu broj 6. „O životu dvanaest careva“, Kasijeve knjige 61. i 62. Rimska istorija i komad Oktavija. Glavna priča se zasniva na stvarnim likovima i događajima. Prema analitičaru Magnusu Šnajderu, lik Drusila je preuzet iz komedije The Pilgrim Woman Đirolama Bargaljia.
Buzenelo je sažeo istorijske događaje koji su se odigravali od 58. do 64. godine i uspeo da sedmogodišnju priču pretvori u jednodnevnu radnju, nametnuvši svoj raspored i splet događaja. Bio je otvoren u svojim namerama da svaki deo sa istorijskom pozadinom prilagodi svojoj potrebi, napominjući u predgovoru libreta da su radnje predstavljanje drugačije od stvarnosti. Tako je svojim likovima dao različite atribute u odnosu na istorijske podatke;  Neronova surovost je umanjena, Senka, čija smrt u stvarnosti nije imala nikakve veze za odnosom Nerona i Popeje a Lukano je prikazan kao pijanica.
Libreto je doživeo mnogobrojne transformacije. Postoje dve štampane verzije, sedam rukopisa i jedan scenario ili rezime nepoznatog autora koji se odnosi na originalnu produkciju. Jedno od štampanih izdanja odnosi se na Napuljski revival iz 1651. godine a drugi predstavlja Buzenelovu poslednju verziju objavljenu 1656. godine kao deo zbirke njegovih libreta. Svi rukopisi datiraju iz XVII veka a neki od njih imaju samo književni oblik koji nije u potpunosti vezan za izvedbe. Najznačajnija kopija rukopisa otkrio je Pablo Fabri 1997. godine u Udini, na severu Italije. Američki muzikolog Elen Rozand smatra da je ovo najpribližniji libreto originalu i jedini koji primerak koji po imenu spominje Monteverdija. Nedostatak ovog i drugih detalja u ostalim kopijama navelo e Rozanda da zaključi da su rukopisi najverovatnije nastali tokom izvođenja opere. Ovaj utisak ohrabruju se uključivanjem pohvale pevačici koja je tumačila ulogu Popeje. Iako nema preciznog datuma, veruje se da je verzija iz Udine verovatno sastavljena tokom prve izvedbe.

### Kompozicija
Postoje dve verzije muzičkih partitura L'incoronazione i obe datiraju iz 1650-ih godina. Prva partitura pronađena je 1888. godine u Veneciji a druga 1930 u Napolju. Napuljski izvor povezuje se sa izvedbom opere u tom gradu, 1651. godine. Obe partiture u osnovi sadrže istu muziku ali se svaka razlikuje od štampanog libreta i ima svoje dodatke i izuzetke. U obe verzije se vokalne linije prikazuju uz pratnju generalbasa. U venecijskoj verziji instrumentalni odeljci su ispisani u tri dela a u napuljskoj u četiri, a ni u jednoj nisu navedeni instrumenti. Dirigent Nikolas Arnorkur, vodeći poznavalac Monteverdijevih interpretacija, preferira korišćenje savremenije prakse, dajući prednost otvorenijim partiturama kako bi se muzika prilagodila lokalnim uslovima izvođenja Ni za jednu od verzija pronađenih u Veneciji i Napolju se ne može stopostotno tvrditi da su u celosti povezane sa originalnom izvedbom, ali se blaga prednost daje kompoziciji iz Venecije, koja se smatra autentičnijom. Savremene produkcije uglavnom korite obe verzije u komponovanju svojih izvedbi.
Pitanje autorstva i koliko je zapravo muzika u osnovi Monteverdijeva je tema mnogih rasprava. Rosan smatra se zbog stanja izvora i njihove različitosti to pitanje nikada neće do kraja rešiti. Gotovo ni jedan od rukopisa ne pominje Monteverdija kao autora, a muzika drugih kompozitora nije identifikovana u partiturama, uključujući i odlomke koje se nalaze u operi La finta pazza, italijanskog kompozitora Frančesta Sagratija. Takođe stil metričke notacije koji se pojavljuje u nekim delovima sugeriše rad mlađeg kompozitora. Delovi oko kojih se najčešće vode debate su delovi prologa, Otonova muzika i scena udvarnja Valeta i Damigela, kao i scena krunisanja na čijem se kraju peva duet Por ti miro.
Moderni stvaralaci prednjače mišljenjem da je opera Krunisanje Popeje rezultat zajedničkog rada Monteverdija i drugih autora, gde je stariji kompozitor imao vodeću ulogu. Veruje se da su učešće u stvaranju opere najverovatnije imali Sakrati, Bendeto Fereri i Frančesko Kavali. Ringer u svojim zaključcima sugeriše da je najverovatnije i zdravstveno stanje Monteverdija dovelo do toga da mu u pomoć priteknu mlađe kolege upoređivajući sa situacijom gde je i Rubens u kreiranju svojih kasnijih dela pozvao mlade autore koji su bili bolji u doslikavanju detalja. S druge strane, muzikolog Alen Kertis smatra da je jedino Sakrati imao uticaj na Monteverdijev rad. Američki muzički analitičar Erik Čejf je u svojoj studiji podržao teoriju kolaboracije između više kompozitora smatrajući da je Monteverdi vršio nadzor nad radom svojih saradnika.

### Moralni aspekt
Krunisanje Popeje se često opisuje kao priča koja veliči pohlepu i požudu a smanjuje vrednost vrlina, što je suprotno uobičajenim književnim normama u kojima se loše stvari na kraju uvek kažnjavaju. Muzikolog Tim Kartel ocenio je da su likovi dvosmisleni i u najboljem slučaju problematični a u najgorem izopačeni. S druge strane, Rosan je naveo da likovi u operi na izvanredan neačin prikazuju i veliče požude i ambicije. Kritičar Edvard B Savaž naveo je u svojoj kritici da uprkos nedostatku moralnog kompasa kod gotovo svih glavnih likova, Buzenelov zaplet sam po sebi sadrži moralnu osnovu i da je on podržan fenomenom dramatične ironije. Imajući na umu da publike u Veneciji poznaje rimsku istoriju, smatra se da su umeli da prepoznaju prave vrline i trijumf ljubavi i da je prividna pobeda Neron i Popeja proslavljena u završnom činu, zapravo ironija.
Rim je u XVII veku u periodu izvođenja Krunisanja Popeje bio pod autokratskom vlašću papske države i Mletačka Republika ga je smatrala kao direktnoj pretnji njihovoj slobodi. Rosan je sugerisao da mi mletačka publika shvatila priču u kontekstu svoga vremena kao moralnu poruku koja pokazuje superiornost Venecije u odnosu na zatvoren i konzervativni Rim.

## Uloge
Partitura za Krunisanje Popeje sadrži 28 pevačkih likova, uključujući i sedam delova ansambla, od kojih se dva Amora najverovatnije pojavljuju samo u napuljskoj produkciji. Izvorna venecijanska produkcija je očigledno koristila masovno udvostručavanje uloga omogućavajući da se u operi pojave najviše jedanaest pevača. Šnajder je predložio rekonstrukciju uloga i udvostručio je broj pevača u odnosu na premijeru iz 1643. godine.
| Uloga | Izvođač           | Vrsta glasa | Pojavljivanje                                                                                  |
| --- | ----------------- | ----------- | ---------------------------------------------------------------------------------------------- |
| Fortuna Popeja, najplemenitija dama, Neronova ljubavnica koja će se dići na sam vrh imperije                                    | Ana di Valerio    | soprano     | Prolog Čin 1: III, IV, X, XI; Čin 2: XII, (XIII), XIV; Čin 3: V, VIII                          |
| , Virtu Otavija, vladajuća carica koju je Neron odbacio. Druzila, dvorska dama zaljubljena u Otona                              | Ana Renzi         | soprano     | Prolog Čin 1: V, VI; Čin 2: VII; Čin 3: VI Čin 1: XIII; Čin 2: VIII, IX; Čin 3: I, II, III, IV |
| Neron, rimski imperator | Stefano Kosta     | soprano     | Čin 1: III, IX, X; Čin 2: V; Čin 3: III, IV, V, VIII                                           |
| Amore, Kupid Valeto, sobar | Rabakhio          | soprano     | Prolog; Čin 2: XI, XII; Čin 3: VIII Čin 1: VI; Čin 2: IV, VIII                                 |
| Palade, Pallas Damigela, dvorska dama Venera, Venus                                                                             | Ponzanino         | soprano     | Čin 1: VIII Čin 2: IV Čin 3: VIII                                                              |
| Oton, Oton, plemić | Fritelino         | alt         | Čin 1: I, (X), XI, XII, XIII; Čin 2: VI, VII, IX, XII; Čin 3: IV                               |
| Arnalta, starija sestra i Popejin poverenik Nutrice, medicinska sestra carice Oktavije Famigliari I, najbolji prijatelj Seneke  | Stari pevač       | alt         | Čin 1: IV; Čin 2: X, XII; Čin 3: II, III, VII Čin 1: V; Čin 2: 8 Čin 2: III                    |
| Pretorijanski gardista I, prvi Pretorijanski gardista Famigliari II, Senekin prijatelj Lukano, Lukan, pesnik                    | Rimski pesnik     | tenor       | Čin 1: II Čin 2: III Čin 2: V                                                                  |
| Pretorijanski gardista II, drugi Pretorijanski gardista Liberto, slobodan građanin, kapetan Pretorijanske garde Tribuno, tribun | Pompeo Konti      | tenor       | Čin 1: II Čin 2: II Čin 3: VIII                                                                |
| Seneka, filozof, Neronov tutor, Litore, liktor                                                                                  | Don Đakino Zuči   | bas         | Čin 1: VI, VII, VIII, IX; Čin 2: I, II, III Čin 3: II, III, (IV)                               |
| Mercurio, Merkur Famigliari III, treći prijatelj Seneke Konsole, konzul                                                         | Firentinski pevač | bas         | Čin 2: I Čin 2: III Čin 3: VIII                                                                |

## Sinopsis
Radnja opere Krunisanje Popeje odvija se  u carskom Rimu, oko 60 godine nove ere u carskoj palati i Popejinoj vili. 

### Prolog
Boginje Sreće i Vrline prepiru se koja od njih ima veći uticaj nad čovečanstvom. Njihovu raspravu prekida Bog Ljubavi koji tvrdi da ima veću moć od bilo koje.Kada saslušaju njegovu priču, one će prihvatiti superiornost njegovih moći. 

### Čin 1
Oton dolazi u Popejinu vilu sa namerom a osvoji njenu ljubav. Ugledavši kuću koju su čuvali vojnici cara Nerona, shvata da je svrgnut i njegova ljubavna pesma pretvara se u jauk (arija: Ah, ah, perfidious Poppea!). On odlazi a vojnici čekaju cara da završi svoje udvaranje, zanemarujući državna pitanja i caricu Otaviju. Neron i Popeja izjavljuju ljubav jedno drugome. Arnalta, Popejina sestra, upozorava je na gnev carice i savetu joj da uguši osećanja koja gaji prema Neronu, ali Popeja samouvereno govori da se ne boji nikoga.
Scena se prebacuje u palatu gde Otavija očajava zbog carevog neverstva (arija „Prezirna kraljica, očajna carica carstva“). Seneka, Neronov bivši tutor, obraća se carici laskavim rečima. Ostavljen sam, Seneka dobija upozorenje od boginje Palade da mu je život u opasnosti. Neron ulazi s namerom da iseli caricu i oženi se Popejom. Seneka savetuje da bi takav potez bio nepopularan i loš a car mu odgovara „da ga nije briga za Senat i narod“. Popeja govori Neronu da je Senekova moć prevelika. Ovo je toiko razljutilo Nerona da on naređuje svojim čuvarima da prisile Sekena na samoubistvo. 
Nakon što Neron odlazi Oton pokušava još jednom da ubedi Popeju u svoju ljubav ali kako ne uspeva odlučuje da je ubije. Njega teši Drusila, koja mu nudi svoju ljubav ali on govori „da mu je ona na usnama a Popeja u srcu“.

### Čin 2
U svojoj bašti, Senaka saznaja od Boga Merkura da će uskoro umreti i da ta naredba stiže od samoga cara. Senaka nalaže svojim prijateljima da pripreme samoubilačku kupku. Njegovi sledbenici pokušavaju da ga ubede da se bori za svoj život, ali on odbija njihove molbe. On govori: „Topla struja moje krivice će krvavim tepihom prekriti put do smrti”. Na drugoj strani palate Oton koketira sa dvorskom damom dok Neron i Lukano slave i nazdravljaju Senakovoj smrti. Oton se kaje što je pomislio da želi da ubije ljubav svog života. Prekida ga poziv Otavije koja mu nalaže da ubije Popea. Ona mu sugeriše da se preobuče u ženu i izvrši naređenje. Oton prihvata njenu naredbu i nadovara Drusilu da mu pozajmi svoju odeću. 
U vrtu vile, Arnalte peva ljubavne pesme. Oton dolazi prerušen u Drusilu i vadi mač kako bi ubio Popea. On ne uspeva u svojoj nameri a Popeo sada smatra da ga je Drusila pokušala da ga ubije. On nagovara sluge da je pronađu dok Boginja Ljubavi slavi jer je spasila jedan život.

### Čin 3
Arnalte optužuje Drusilu za pokušaj ubistva. Neron dolazi i osuđuje Drusilu i preti joj mučenjem ukoliko ne oda svoje saučesnike. Neron odlučuje da zaštiti Otona i svu krivicu preuzima na sebe. Oton dolazi i govori da je to bio on i da je delovao po nalogu carice. Neron pošteđuje Drusilin život i koristi ovo kao argument protiv Otavije u nameri da je protera. (Nema odlaganja, sada među nama nema prepreka).
Otavija se mirno oprašta sa Rimom dok se u prestoničkoj palati priprema ceremonija krunisanja Popeje. Nakon kraćeg slavlja dolazi do čina krunisanja. Bog Ljubavi sa svojom majkom Boginjom Venerom gleda scenu krunisanja a Neron i Popeja pevaju duet.)

## Spisak muzičkih delova
Uz pomoć podataka iz štampane verzije iz 1656. godine, napravljena je spisak muzike sa libretom Đovana Frančeska Buzeneloa i uključivanjem dve partiture za koje ne postoji sačuvan dokazi o muzici. Uobičajno, Scena sadrže recitovanja, arioze i arije sa instrumentalnom (simfonijskom) pratnjom. Granice između ovih elemenata su često nejasne. Denis Arnold, radeći na ovoj operi zaključio je da uz nekoliko izuzetaka, nemoguće je izvući arije i duete u originalnim celinama.
| Broj                       | Izvođač                           | Naslov                                     | Napomena |
| -------------------------- | --------------------------------- | ------------------------------------------ | --- |
| Prolog                     | Fortuna, Virtu, Amore             | Deh, nasconditi, o Virtù                   | Prethodi mala instrumentalna sinfonija |
| Act 1 1: Scena I           | Oton                              | E pur' io torno qui                        | |
| 1: Scena II                | Due soldati, Oton                 | Chi parla? chi parla?                      | |
| 1: Scena III               | Popeja, Nerone                    | Signor, deh, non partire!                  | |
| 1: Scena IV                | Popeja, Arnalta                   | Speranza, tu mi vai il cor accarezzando;   | Venecijanski izvor (Vn) ima kraću verziju Popejainog otvaranja "Speranza, tu mi vai" u odnosu na napuljski izvor (Np) i libreto. |
| 1: Scena V                 | Otavija, Nutrice                  | Disprezzata Regina, Regina Disprezzata!    | |
| 1: Scena VI                | Seneka, Otavija, Valeto           | Ecco la sconsolata donna                   | |
| 1: Scena VII               | Seneka                            | Le porpore regali e le grandezze           | |
| 1: Scena VIII              | Pallade, Seneka                   | Seneca, io miro in cielo infausti rai      | |
| 1: Scena IX                | Nerone, Seneka                    | Son risoluto alfine, o Seneca, o maestro   | |
| 1: Scena X                 | Popeja, Nerone                    | Come dolci, Signor, come soavi             | |
| 1: Scena XI                | Oton, Popeja                      | Ad altri tocca in sorte                    | Vn izostavlja finalno recitovanje Otona |
| 1: Scena XII               | Oton                              | Otton, torna in te stesso                  | |
| 1: Scena XIII End of Act 1 | Druzila, Oton                     | Pur sempre di Poppea, hor con la lingua    | |
| Act 2 2: Scena I           | Seneka, Mercurio                  | Solitudine amata, eremo della mente        | |
| 2: Scena II                | Liberto, Seneka                   | Il comando tiranno esclude ogni ragione    | Vn izostavlja delove libreta i vrši ponavljanje pozdrava "More felice!". |
| 2: Scena III               | Seneka, tre famigliari            | Amici, è giunta l'hora                     | Vn izostavlja delove koje izgovara Seneka nakon Coro di Famigliari. |
| 2: Scena IV                | Seneca, coro di Virtú             | Liete e ridente                            | Scena u originalnom libretu koja se ne nalazi ni u Vn ni u Np izvoru, u kojoj hor dočekuje Seneku. |
| 2: Scena V                 | Valeto, Damigella                 | Sento un certo non so che                  | Vn izvor ima kraći duet Valeta i Damigela. |
| 2: Scena VI                | Nerone, Lukano                    | Hor che Seneka è morto, cantiam            | Libreto dodeljuje nekoliko linija Neronu od kojih se ni jedna ne nalaze u Vn ili Np izvoru. Vn izvor ima skraćenu verziju Neronovog i Lukanovog sueta, izostavljajući jednu Neonovu ariju.                                                       |
| 2: Scena VII               | Nerone, Popeja                    | O come, O come a tempo                     | Scena koja se nalazi u libretu ali je nema u ostalim ivorima. UNp izvoru ova scena je samenjena sa solom za Otaviju. |
| 2: Scena VIII              | Oton                              | I miei subiti sdegni                       | Libreto uključuje dodatnih pet linija za Otaviju. |
| 2: Scena IX                | Otavija, Oton                     | Tu che dagli avi miei havesti le grandezze | |
| 2: Scena X                 | Druzila, Valeto, Nutrice          | Felice cor mio                             | |
| 2: Scena XI                | Oton, Druzila                     | Io non so dov'io vada                      | |
| 2: Scena XII               | Popeja, Arnalta                   | Hor che Seneca è morto, Amor, ricorro a te | |
| 2: Scena XIII              | Amore                             | Dorme l'incauta dorme                      | |
| 2: Scena XIV End of Act 2  | Oton, Amore, Popeja, Arnalta      | Eccomi transformato                        | Libreto ima dodatne linije za Otona koje se ne nalaze u drugim izvorima. |
| Act 3 3: Scena I           | Druzila                           | O felice Drusilla, o che sper'io?          | |
| 3: Scena II                | Arnalta, Littore, Druzila         | Ecco la scelerata                          | |
| 3: Scena III               | Arnalta, Nerone, Druzila, Littore | Signor, ecco la rea                        | U Np, u četvrtoj liniju Drusila u sceni IV dolazi do pevanja. U istoj liniji ali sa različitom muzikom i u Vn i u Np postoji pevanje samo što u Np svena IV sadrži libreto                                                                       |
| 3: Scena IV                | Oton, Druzila, Nerone             | No, no, questa sentenza cada sopra di me   | Litore ima deo pevanja u libretu Np izvoru koji je izostavljen u Vn izvoru. |
| 3: Scena V                 | Popeja, Nerone                    | Signor, hoggi rinasco                      | |
| 3: Scena VI                | Arnalta                           | Hoggi sarà Poppea di Roma imperatrice      | Postoje razlike u libretu u scenama VI i VII koje se javljaju u oba izvora. |
| 3: Scena VII               | Otavija                           | Addio, Roma! Addio, patria! amici, addio!  | |
| 3: Scena VIII(a)           | Nerone, Popeja,                   | Ascendi, o mia diletta                     | |
| 3: Scena VIII(b)           | Consoli, tribuni                  | A te, sovrano augusta                      | |
| 3: Scena VIII(c)           | Amore, Venere, hor Amori          | Madre, madre, sia con tua pace             | Libreto Np izvoru ima produženu verziju; hor Amori se ne pojavljuje u Vn izvoru. |
| 3: Scena VIII(d)           | Nerone, Popeja                    | Pur ti miro, pur ti godo                   | Tekst iz ove scene u oba izvora ( Vn i Np) ne pojavljuje se u štampanoj verziji libreta. Postoje naznake ta je tekst napisao kompozitor libreta Benedeto Ferari; tekst se pojavljuje u njegovom libretu iz 1641. godine u operi Il pastor regio. |

## Izdanja
Do početka XX veka, partitude L'incoronazione su često uređivane. Neka izdanja pripremana za posebna izvođenja (npr. Vestrupova verzija iz 1927, namenjena a izvođenje u Oksford taun hali) nisu javno objavljena. U nastavku se nalazi spisak izdanja objavljenih od 1904. godine. Godina javnog objavljivanja je često i godina premijernog izvođenja opere.
- Hugo Goldšmit (1904) Breitkopf i Hartel
- Vesan Dandi  (Pariz, 1908)
- Džan Frančesko Malipijero (Beč, 1931 u Claudio Monteverdi: Tutte le opere)
- Ernst Krenek (Beč, 1935)
- Đakomo Benvenuti (Milano, 1937)
- Đorđo Federiko Gedini (Milano, 1953)
- Hans Redlih (Kasel, 1958)
- Valter Ger (Beč i London, 1960)
- Reimond Lapard (London, 1966)
- Alan Kertis (London, 1989)
- Rene Jakobs (Keln, 1990)
- Hendrik Šulce (2017), Barenreiter[31][32]

### Napomene
1. ↑  Prevod iz engleskog libreta Avrila Bardonija, 1989, uključujući i video zapis VCT 7 90775-2-4 iz 1990. godine
2. ↑  Io le virtute insegno, io le fortune domo
3. ↑  Ahi, ahi, perfida Poppea!
4. ↑  Non temo di noia alcuna
5. ↑  Regina disprezzata, del monarca romana afflita moglie!
6. ↑  Del senato del popolo non curo
7. ↑  Drusilla ho in bocca ed ho Poppea nel coro
8. ↑  In un tepido rivo questo sangue innocente ch'io vo', vo' che vada a imporporarmi del morir la strada
9. ↑  Ho difesa Poppea, Poppea!
10. ↑  Non più s'interporrà noia o dimora
11. ↑  Pur ti miro, pur ti godo
12. ↑  Translations from Bardoni's 1989 English libretto. Bardoni did not translate "Liete e ridente" (act 2, Scena IV) or "O come, o come, a tempo" (act 2, Scena VII)

### Citati
1. ↑  Neef, стр. 326
2. 1 2 3  Carter 2002, стр. 1–2
3. ↑  Neef, стр. 324
4. 1 2 3 4  Carter, Tim (2007). „Monteverdi, Claudio: Venice”.  Ур.: Macy, Laura. Oxford Music Online. (потребна претплата)
5. 1 2  Ringer, стр. 137–38
6. 1 2 3  Ringer, стр. 213–14
7. ↑  Rosand 1991, стр. 37–40
8. 1 2  Arnold, Denis (1980). „Claudio Monteverdi”.  Ур.: Sadie, Stanley. New Grove Dictionary of Music and Musicians. 12. London: Macmillan. стр. 527. ISBN 0-333-23111-2.
9. 1 2 3 4  Rosand, Ellen (2007). „L'incoronazione di Poppea”.  Ур.: Macy, Laura. Oxford Music Online. (потребна претплата)
10. ↑  Ringer, стр. 215
11. ↑  Schneider 2012, стр. 288–90
12. 1 2  Carter 2002, стр. 270–72
13. ↑  See, for instance, The Twelve Caesars by Suetonius.
14. 1 2 3  Bartlett, Clifford (1990). L'incoronazione di Poppea: an introduction (CD). London: Virgin Classics.
15. ↑  Carter 2002, стр. 274
16. ↑  Carter 2002, стр. 265
17. ↑  Schneider 2012, стр. 259–60
18. ↑  Rosand (Monteverdi's Last Operas), pp. 61–65
19. 1 2 3  Ringer, стр. 218–19
20. 1 2 3 4  Rosand (Monteverdi's last operas), pp. 65–68
21. ↑  Questions of Authorship in Josquin, Monteverdi, and Mozart: Documentary versus Stylistic Evidence Архивирано на веб-сајту  (11. мај 2024). By Jillian Andersen. University of Puget Sound. Sound Ideas. Summer Research 2012.
22. ↑  Savage, Love and Infamy: The paradox of Monteverdi's L'incoronazione di Poppea, p. 198, quoted in Ringer, p. 216
23. ↑  Rosand, quoted in Ringer, pp. 215–16
24. ↑  Schneider, стр. 254–59
25. ↑  Schneider, стр. 259–69
26. ↑  Numeracija scena je uzeta iz štampanog zapisa sa izvedbe iz 1643. godine, Pogledati Rosan (2007), Monteverdi's Last Operas, str. 394–97.
27. ↑  U današnjici se uloga Nerona najčešće daje tenoru a ne sopranu.
28. 1 2 3 4 5 6 7 8  Carter 2002, стр. 288
29. 1 2 3 4 5 6  Carter 2002, стр. 289
30. ↑  Carter 2002, стр. 5–11
31. ↑  Detalji, Hendrik Schulze 2017 edition, Bärenreiter
32. ↑  Andreas Hauff (10. 10. 2017). „Unmoral in neuer Fassung. Monteverdis L'Incoronazione di Poppea in Aachen”. Neue Musikzeitung (на језику: немачки).

## Spoljašnje veze
- L'incoronazione di Poppea: Песме на сајту IMSLP (језик: енглески)
- „L'incoronazione di Poppea libretto”. Libretti d'opera. Приступљено 5. 11. 2009. (Busenello's libretto in Italian, with final scene added)
- "Claudio Monteverdi's L'incoronazione di Poppea" by Uri Golomb, Goldberg Early Music Magazine 42 (October 2006): 60–71